# ニューコメン子爵
ニューコメン子爵（ニューコメンししゃく、英: Viscount Newcomen）は、アイルランド貴族の爵位。1803年に創設され、1825年に廃絶した。

## 歴史
アイルランド王国出身の銀行家でアイルランド庶民院議員でもあるウィリアム・グリードウ＝ニューコメン(1740?–1807)は1781年11月16日にロングフォード県キャリックグラスの準男爵に叙された。ウィリアムが1800年合同法を支持した功績により、妻シャーロット・グリードウ＝ニューコメン(c.1747–1817)が1800年7月31日にアイルランド貴族であるロングフォード県におけるモスタウンのニューコメン女男爵に叙された。連合王国庶民院議員となったウィリアムが1802年イギリス総選挙とともに退任することに同意すると、シャーロットは1803年2月11日にアイルランド貴族であるニューコメン女子爵に叙された。
2人の息子で爵位を継承したトマス・グリードウ＝ニューコメン(1776–1825)も父と同じく連合王国庶民院議員と銀行家になったが、1825年に生涯未婚のまま死去すると、後継者がおらず爵位がすべて廃絶した。

## （キャリックグラスの）グリードウ＝ニューコメン準男爵（1781年）
- 初代準男爵サー・ウィリアム・グリードウ＝ニューコメン（1740年? – 1807年）
- 第2代準男爵サー・トマス・グリードウ＝ニューコメン（英語版）（1776年 – 1825年）
  - 1817年、ニューコメン子爵位を継承

## ニューコメン子爵（1803年）
- 初代ニューコメン女子爵シャーロット・グリードウ＝ニューコメン（1747年ごろ – 1817年）
- 第2代ニューコメン子爵トマス・グリードウ＝ニューコメン（英語版）（1776年 – 1825年）